# Miracolo eucaristico di Cracovia

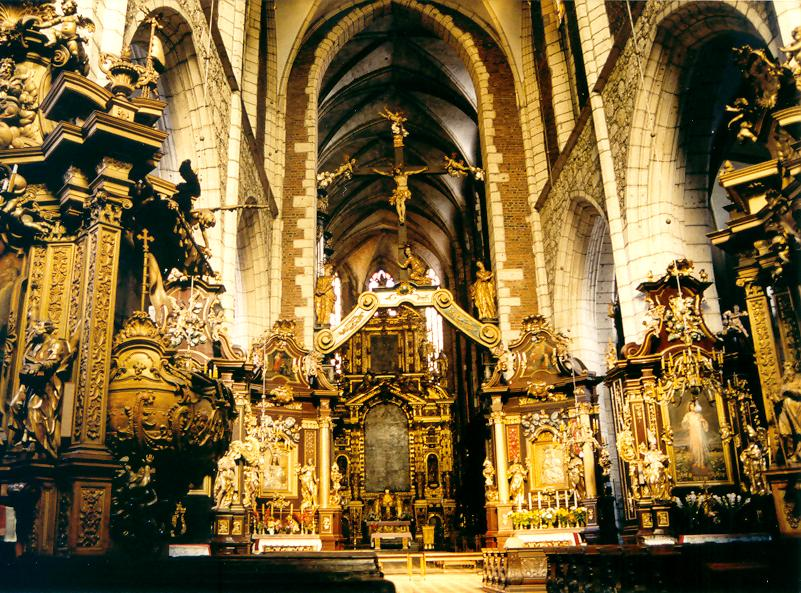
Interno della chiesa del Corpus Domini a Cracovia

Il miracolo eucaristico di Cracovia sarebbe avvenuto nei pressi dell'omonima cittadina polacca nell'anno 1345: alcune ostie consacrate, rubate da ignoti malfattori, sarebbero state ritrovate in modo miracoloso.

## Storia
Nel 1345, in Polonia, ignoti ladri rubarono, in una chiesa nei pressi di Cracovia, una pisside contenente alcune ostie consacrate. Dopo essersi accorti che la pisside non era d'oro se ne disfecero, gettandola in una palude vicina alla collina di Wawel.
Secondo quanto tramandato dalla tradizione, dalle ostie si era sprigionata subito una luce fortissima, visibile a chilometri di distanza e durata diversi giorni, finché il vescovo di Cracovia, che era stato informato del misterioso fenomeno, dopo aver indetto tre giorni di digiuno e di preghiera, aveva guidato una processione fino alla palude dove era stata ritrovata la pisside contenente le particole, intatte nonostante il fango.
Nello stesso anno Casimiro III il Grande, re di Polonia, fece costruire a Cracovia una chiesa intitolata al Corpus Domini, per onorare e ricordare il miracolo, testimoniato da documenti conservati nella chiesa stessa, e ricordato ogni anno in occasione della solennità del Corpus Domini.